# Byragondanahalli, Arsikere
Byragondanahalli là một làng thuộc tehsil Arsikere, huyện Hassan, bang Karnataka, Ấn Độ.